# 维罗纳圆形竞技场
维罗纳圆形竞技场（Arena di Verona）是意大利维罗纳的一座古罗马圆形竞技场，建於公元30年。至今仍在使用，並以其大型歌劇表演而聞名於世。它是當前古代圆形竞技场中保存最完好的建築之一。在古代，競技場的容量接近30,000人。但在1117年的一次大地震中，该结构的外圈和最上層几乎完全被摧毁，这些石材被重新用于周邊建筑。尽管如此，它还是给中世纪的游客留下了深刻的印象。
如今，每年有超过50万人来此欣赏歌剧作品，每场表演可供20,000人观看（现在由于安全原因，已经限制为15,000人）。
該圆形竞技场將在2026年冬季奧林匹克運動會作為閉幕式場地，以及於2026年冬季帕拉林匹克運動會開幕式場地。

## 外部連結
- Verona Arena website, in English （页面存档备份，存于）
- Photographs of Arena di Verona （页面存档备份，存于）
- An article on Arena di Verona including Photographs and videos （页面存档备份，存于）
- Live webcam on Verona Arena （页面存档备份，存于）
- Verona Arena English Video Introduction （页面存档备份，存于）

| 前任： 國家體育場 北京市 | 冬季奧運 閉幕式會場 2026 | 繼任： TBA |

45°26′20″N 10°59′40″E / 45.43889°N 10.99444°E